# Біо (кратер)

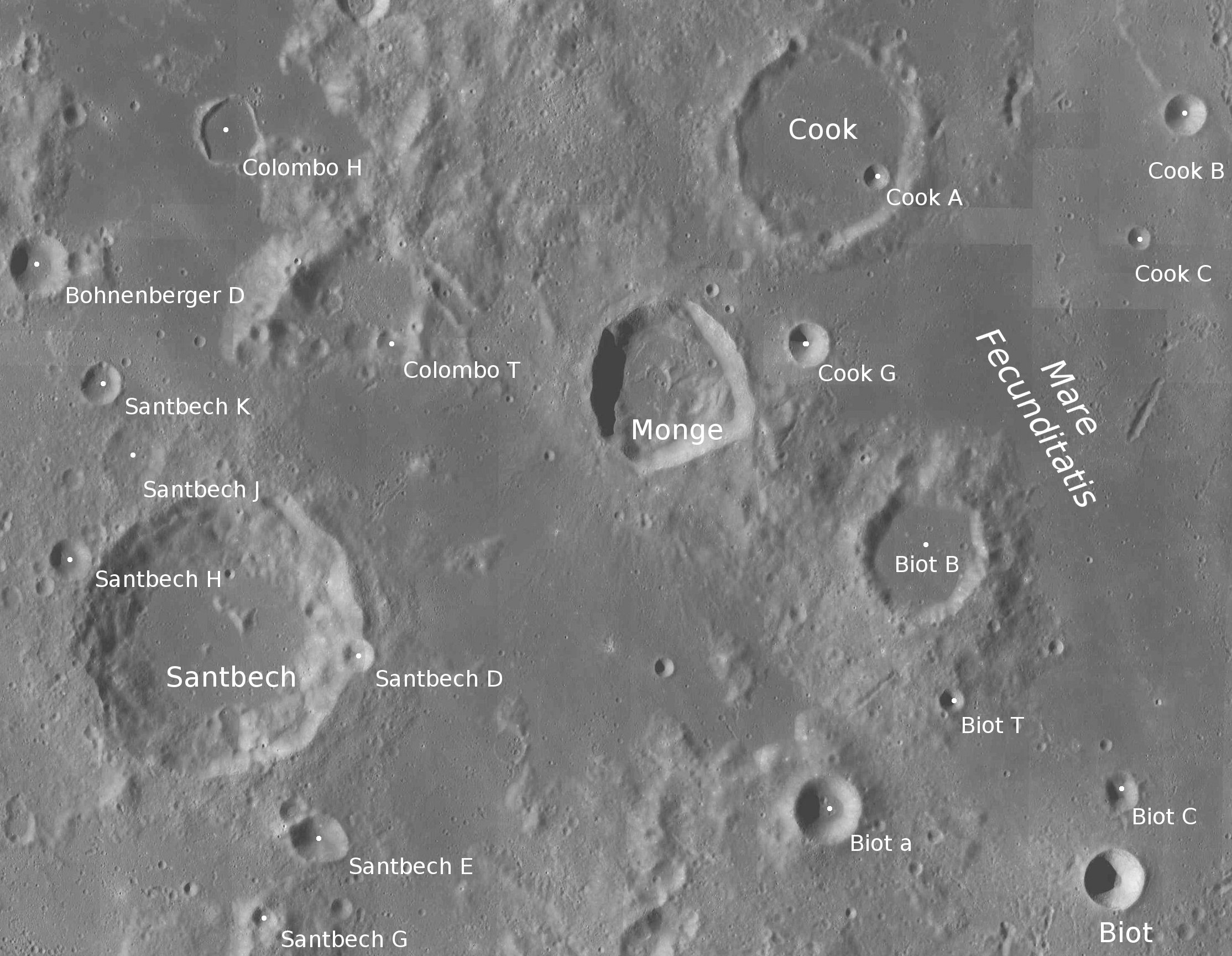
Околиці кратера Біо

Кратер Біо (лат. Biot) — невеликий кратер на видимому боці Місяця (на південному краю Моря Достатку). Діаметр — 13 км, глибина — 900 м, координати центру — 22°42′ пд. ш. 51°05′ сх. д. / 22.70° пд. ш. 51.08° сх. д. Названий на честь французького фізика, геодезиста й астронома Жана-Батіста Біо (1774–1862). Ця назва була затверджена Міжнародним астрономічним союзом у 1935 році.

## Опис
Біо — молодий та добре збережений кратер. Він має чіткий вал досить правильної колової форми, а в центрі — невелику круглу ділянку плоского дна. Внутрішні схили Біо значно яскравіші за навколишню місцевість, що притаманне більшості молодих кратерів. Разом із тим на цих схилах прослідковуються темні радіальні смуги. Назовні від нього (як і від багатьох інших молодих кратерів) розходиться система яскравих променів.
Біо є типовим представником одного з різновидів місячних кратерів у класифікації Чарльза Вуда та Лейфа Андерссона (1978). Цей різновид — «тип BIO» — об'єднує кратери простої чашоподібної форми з невеликою ділянкою плоского дна. До нього належить багато місячних кратерів розміром до 20 км.

## Сусідні кратери
За 8 км на північ від кратера Біо знаходиться вдвічі менший кратер дещо неправильної форми — Біо C. Найближчі до них кратери, що мають власні імена, — Сантбек на захід-північний захід, Монж на північний захід, Кук на північ-північний захід, Роттслі на схід-південний схід і Снелліус на південний схід.

## Сателітні кратери
Ці кратери, розташовані в околицях Біо, носять його ім'я з доданням великої латинської літери.
| Біо | Координати                                                | Діаметр, км |
| --- | --------------------------------------------------------- | ----------- |
| A   | 22°13′ пд. ш. 48°50′ сх. д. / 22.22° пд. ш. 48.83° сх. д. | 15          |
| B   | 20°26′ пд. ш. 49°35′ сх. д. / 20.43° пд. ш. 49.58° сх. д. | 27          |
| C   | 22°07′ пд. ш. 51°08′ сх. д. / 22.11° пд. ш. 51.14° сх. д. | 7           |
| D   | 24°20′ пд. ш. 50°21′ сх. д. / 24.34° пд. ш. 50.35° сх. д. | 9           |
| E   | 24°46′ пд. ш. 50°52′ сх. д. / 24.77° пд. ш. 50.87° сх. д. | 8           |
| T   | 21°27′ пд. ш. 49°48′ сх. д. / 21.45° пд. ш. 49.80° сх. д. | 5           |

- Сателітний кратер Біо А включений до списку кратерів із темними радіальними смугами на внутрішньому схилі Асоціації місячної і планетної астрономії (ALPO)[3].